# یواس‌اس میسون (دی‌دی-۱۹۱)
یواس‌اس میسون (دی‌دی-۱۹۱) (به انگلیسی: USS Mason (DD-191)) یک زیردریایی بود که طول آن ۹۵٫۸ متر (۳۱۴ فوت) بود. این زیردریایی در سال ۱۹۱۹ ساخته شد.